# Hyalaethea kühni
Hyalaethea kühni là một loài bướm đêm thuộc phân họ Arctiinae, họ Erebidae.